# Büdesheimer Graben
Der Büdesheimer Graben, in Büdesheim auch Entenbach genannt, ist ein etwa 3,4 km langer, orografisch rechter Nebenfluss der Nahe im Binger Ortsteil Büdesheim, Deutschland.

## Geographie
Der Bach entsteht durch Zusammenfluss von einigen Gräben westlich von Ockenheim. Der ausgezeichnete Ursprung liegt unmittelbar an der Rheinhessenbahn auf einer Höhe von 103 m ü. NHN. Von hier aus richtet sich der Lauf bis Haus Grabenborn entlang der Bahntrasse nach Norden und knickt dann nach Westen ab. Nach der Unterquerung der Bahntrassen quert der Bach noch die Autobahn 60. Anschließend fließt der Bach in westnordwestliche Richtung, bis er den Friedhof und damit den Ortsrand von Büdesheim erreicht. Hier wendet sich der Lauf mehr westlichen und westsüdwestlichen Richtungen zu. Östlich vom Pfarrzentrum verschwindet der Graben für etwa 180 m in einem Kanal. Bis zum Sportplatz fließt der Bach oberirdisch um bei der Saarlandstraße wieder in einem Kanal zu verschwinden. Nach etwa 730 m kommt der Bach im Bereich der Hichinstraße wieder zum Vorschein um nach der Querung der Bundesstraße 9 rechtsseitig in die Nahe zu münden. Die Mündung liegt auf einer Höhe von 80 m ü. NHN. Damit beträgt der Höhenunterschied zwischen Ursprung und Mündung 23 m, was einem mittleren Sohlgefälle von 6,9 ‰ entspricht.
Das Einzugsgebiet des Büdesheimer Graben hat eine Größe von 5,91 km², welches bis auf einen kleinen östlichen Teil im Stadtgebiet von Bingen liegt. Es wird über Nahe und Rhein zur Nordsee entwässert.